# Adam Krzyśków
Adam Krzyśków (ur. 11 maja 1960 w Ścinawie) – polski polityk, samorządowiec i leśnik, poseł na Sejm VI kadencji.

## Życiorys
Ukończył studia na Wydziale Leśnym Akademii Rolniczej w Poznaniu. Był pracownikiem Nadleśnictwa Trzciannego RDLP Białystok oraz Nadleśnictwa Spychowo. W latach 1990–1998 pełnił funkcję wójta gminy Świętajno. W 1993 wstąpił do Polskiego Stronnictwa Ludowego i zasiadł w jego radzie naczelnej. W 1994 został członkiem Ochotniczej Straży Pożarnej, zasiadając w jej zarządzie wojewódzkim w Olsztynie. Od 1998 trzykrotnie uzyskiwał mandat radnego sejmiku warmińsko-mazurskiego. W latach 1998–2002 przewodniczył Komisji Rozwoju Obszarów Wiejskich i Ochrony Środowiska sejmiku oraz radzie nadzorczej Wojewódzkiego Funduszu Ochrony Środowiska i Gospodarki Wodnej. Zajmował stanowisko prezesa zarządu Wojewódzkiego Funduszu Ochrony Środowiska i Gospodarki Wodnej w Olsztynie (2002–2017).
W 2001 i 2005 bez powodzenia kandydował do Sejmu. W wyborach parlamentarnych w 2007 uzyskał mandat poselski z listy Polskiego Stronnictwa Ludowego, otrzymując w okręgu olsztyńskim 6258 głosów.
W grudniu 2010 Oddziałowe Biuro Lustracyjne IPN w Białymstoku skierowało do Sądu Okręgowego w Olsztynie wniosek o stwierdzenie niezgodności z prawdą oświadczenia lustracyjnego Adama Krzyśkowa, który w latach 80. miał być tajnym współpracownikiem WSW.
W 2011 nie ubiegał się o reelekcję w wyborach parlamentarnych. W wyborach samorządowych w 2018 bezskutecznie kandydował na radnego sejmiku warmińsko-mazurskiego. Również w 2018 został prezesem Warmińsko-Mazurskiej Agencji Energetycznej, należącej do samorządu województwa warmińsko-mazurskiego.
W 2004 otrzymał Brązowy Krzyż Zasługi, a w 2013 Srebrną Odznakę „Zasłużony dla Ochrony Przeciwpożarowej”